# Świdnica
Świdnica este un oraș în Voievodatul Silezia de Jos în Polonia. Are o populație de 60.748 locuitori (30.06.2004). Suprafață: 21,77 km².

## Personalități născute aici
- Ana de Schweidnitz (1339 - 1362), regină a Boemiei, regină a germanilor și apoi împărăteasă a Sfântului Imperiu Roman.